# 科拉國家公園
科拉國家公園（Kora National Park）是非洲東部國家肯亞的國家公園，位於肯亞山以東125公里，佔地1,788平方公里，在1973年成為自然保護區，在1989年成為國家公園，野生動物有獰貓、獵豹、非洲象、河馬、鬣狗、豹、獅子、羚羊等。

## 外部連結
- Kenya Wildlife Service – Kora National Park[永久]
- Photos of George Adamsons Kampi Ya Simba in the Kora Reserve. （页面存档备份，存于）